# Stan Brittain
Arthur Stanley Stan Brittain (Liverpool, 4 de outubro de 1931) foi um ciclista britânico, profissional entre 1958 e 1964.
Em 1956, como um ciclista amador, ele participou dos Jogos Olímpicos de Melbourne 1956, onde ganhou uma medalha de prata na prova de estrada por equipes, ao lado de Alan Jackson e William Holmes. Na prova de estrada individual foi o sexto.